# اختفاء جعفر المصري (فلم)
اختفاء جعفر المصري فيلم مصري من إنتاج عام 1998.

## قصة الفيلم
تدور أحداث الفيلم حول المنافسة بين اثنين من رجال الأعمال هما جعفر (نور الشريف) وداوود (يسري العشماوي) والتي تصل إلى حد أن يقتل كل منهما الآخر، يظهر الشيطان (حسين فهمى) لداوود في صورة رجل ويطلب منه الموافقة على تخليصه من جعفر منافسه اللدود فيوافقه داوود ثم يتراجع بعد فترة فيقتل الشيطان داوود وبعد فترة قصيرة يفقد جعفر كل أمواله في البورصة فيذهب إليه الشيطان ويعرض عليه أن يعيد إليه كل ما فقده من أمواله في مقابل موافقته على قتل أحد الصيادين فيوافق جعفر ويقوم بالفعل بقتل همام الصياد الفقير الذي كان يعول أسرته الصغيرة، يعاني جعفر من عذاب الضمير فيذهب لقرية الصيادين حيث يقابل حليمة (رغدة) زوجة همام وعندما يقرر أن يعترف لها بأنه هو الذي قتل زوجها تخبره بأن سالم(حسين فهمى أيضا) شقيق زوجها هو الذي قتله، يحاول الشيطان إغراء جعفر مرة أخرى ولكنه يتغلب عليه ويعود إلى رشده ويعيش قصة حب مع حليمة ويتزوجها في النهاية وينجب منها ومن خلال الأحداث نرى كيف أن الإنسان الضعيف يمكن أن يبيع نفسه للشيطان مقابل هدف مادي أو مصلحة شخصية.
الفيلم مقتبس من مسرحية «مركب بلا صياد» للكاتب أليخاندرو كاسونا.

## بطولة
- نور الشريف
- حسين فهمي
- رغدة
- جمال إسماعيل
- عبير صبري
- صفاء الطوخي
- مجدي كامل
- عمرو مهدي
- يسري العشماوي
- سعيد الصالح
- ثريا إبراهيم
- محمود طوبار

## فريق العمل
- إخراج: عادل الأعصر
- سيناريو وحوار: بسيوني عثمان
- إنتاج: شركة سبوت 2000 للإنتاج السنيمائي (صفوت غطاس)
- توزيع: اتحاد الإذاعة والتلفزيون المصري - شركة صوت القاهرة للصوتيات والمرئيات
- مونتاج: عنايات السايس
- موسيقى: راجح داوود
- مدير التصوير: محسن نصر

## وصلات خارجية
- مقالات تستعمل روابط فنية بلا صلة مع ويكي بيانات
- صفحة الفيلم في قاعدة بيانات الأفلام العربية